# Lenwood
Lenwood és una concentració de població designada pel cens dels Estats Units a l'estat de Califòrnia. Segons el cens del 2000 tenia 3.222 habitants.

## Demografia
Segons el cens del 2000, Lenwood tenia 3.222 habitants, 1.086 habitatges, i 813 famílies. La densitat de població era de 503,7 habitants/km².
Dels 1.086 habitatges en un 39,1% hi vivien nens de menys de 18 anys, en un 53,6% hi vivien parelles casades, en un 14,8% dones solteres, i en un 25,1% no eren unitats familiars. En el 20,3% dels habitatges hi vivien persones soles el 5,9% de les quals corresponia a persones de 65 anys o més que vivien soles. El nombre mitjà de persones vivint en cada habitatge era de 2,97 i el nombre mitjà de persones que vivien en cada família era de 3,42.
Per edats la població es repartia de la següent manera: un 33,6% tenia menys de 18 anys, un 9% entre 18 i 24, un 28,7% entre 25 i 44, un 19,7% de 45 a 60 i un 9% 65 anys o més.
L'edat mediana era de 31 anys. Per cada 100 dones de 18 o més anys hi havia 100,3 homes.
La renda mediana per habitatge era de 37.845 $ i la renda mediana per família de 39.697 $. Els homes tenien una renda mediana de 35.054 $ mentre que les dones 23.919 $. La renda per capita de la població era de 14.071 $. Entorn del 12% de les famílies i el 16,2% de la població estaven per davall del llindar de pobresa.

## Poblacions més properes
El següent diagrama mostra les poblacions més properes.